# Francis Hédoire
Francis Hédoire (* 1. Dezember 1955 in Herlies) ist ein ehemaliger französischer Fußballspieler auf der Position des Torwarts.

## Karriere
Hédoire begann seine Karriere beim Zweitligisten USL Dunkerque. Dort kam er in der Saison 1974/75 zum ersten Mal in einem Spiel zum Einsatz. In der darauffolgenden Saison avancierte er zum Stammspieler. 1978 verließ er Dunkerque und wechselte zum RC Lens, mit dem er im nächsten Jahr den Aufstieg in die erste Liga feierte. 1983 ging er zu Paris Saint-Germain, wo er allerdings kein einziges Mal zum Einsatz kam, weswegen er den Klub nach nur einem Jahr verließ. Nach insgesamt 123 Erstligaspielen wechselte er 1984 zum Amateurklub Arras Football, wo er bis zu seinem Karriereende 1989 spielte.